# Bill Lee (politico)
William Byron Lee, detto Bill (Franklin, 9 ottobre 1959), è un politico e imprenditore statunitense, governatore del Tennessee dal 19 gennaio 2019.

## Biografia

### Inizi e carriera politica
Nato e cresciuto in una fattoria di 1000 acri a Franklin, nel Tennessee, Lee si diplomò presso la Franklin High School per poi frequentare l'Università di Auburn in Alabama, dove si laurea nel 1981 in ingegneria meccanica. È stato inoltre anche membro confraternita Alpha Kappa. Dal 1992 fino al 2016 è stato presidente e CEO della società di famiglia, la Lee Company, dedita a servizi per la casa e all'impresa edile.
Repubblicano, si candida nel 2018 alla carica di governatore del Tennessee, vincendo alle elezioni con oltre il 59% dei voti, battendo il candidato democratico Karl Dean. Si insedia ufficialmente il 19 gennaio 2019.

## Vita privata
Si è sposato due volte: la prima con Carol Ann, morta nel 2000 per un incidente a cavallo e da cui ebbe quattro figli, e la seconda con Maria, sposata nel 2008. Vive a Fernvale, Tennessee.

## Posizioni politiche
Lee si definisce come un conservatore sociale ed è contrario al diritto all'interruzione di gravidanza.  Sostiene la possibilità che le organizzazioni escludano ldall'adozione di bambini le coppie sposate dello stesso sesso . Ritiene che i voucher siano il mezzo più efficace per migliorare le opportunità educative per gli studenti a basso reddito, sostiene le charter schooll e l'espansione dei programmi di istruzione professionale, tecnica e agricola nelle scuole pubbliche. Si oppone all'espansione di Tenncare consentita dal Patient Protection and Affordable Care Act. È a favore di requisiti di lavoro per l'idoneità al programma Tenncare. Ha affermato di credere che la collaborazione con organizzazioni senza scopo di lucro sia il metodo più efficace per ridurre la recidiva dei criminali. Ha espresso scetticismo sull'utilizzo di incentivi per portare lavoro in Tennessee, affermando che le tasse basse e un ambiente favorevole alle imprese costituiscono opzioni migliori. Lee si oppone a consentire la frequenza di università statali americane agli immigrati illegali entrati da bambini negli Stati Uniti e si oppone alle città santuario. Sostiene gli sforzi per espandere l'accesso a Internet a banda larga nelle zone rurali.